# Брейс, Стив
Стивен Брейс (англ. Stephen Brace; род. 7 июля 1961, Бринджент) — британский валлийский легкоатлет, специалист по бегу на длинные дистанции и марафону. Выступал на крупных международных соревнованиях в период 1985—1996 годов, двукратный победитель Парижского марафона, победитель Берлинского марафона, участник двух летних Олимпийских игр.

## Биография
Стив Брейс родился 7 июля 1961 года в городе-графстве Бринджент, Уэльс. Проходил подготовку в местном одноимённом атлетическом клубе «Бриджент».
Впервые заявил о себе в 1985 году, став чемпионом Уэльса в марафонской дисциплине. В 1987 году одержал победу на Честерском полумарафоне.
Первого серьёзного успеха на крупных международных соревнованиях добился в сезоне 1988 года, когда финишировал двенадцатым на Лондонском марафоне и шестым на Чикагском марафоне. Кроме того, выиграл забег на 20 км в Брюсселе.
В 1989 году выиграл Бристольский полумарафон и обогнал всех соперников на Парижском марафоне. Год спустя повторил успех на Парижском марафоне, прибежал третьем на Нью-Йоркском марафоне и стал победителем Редингского полумарафона. Ещё через год добавил в послужной список золотую награду Берлинского марафона, стал шестым в Лондоне и снова победил на Рединге.
После третьей подряд победы на Редингском полумарафоне Брейс вошёл в основной состав британской легкоатлетической сборной и благодаря череде удачных выступлений удостоился права защищать честь страны на летних Олимпийских играх 1992 года в Барселоне. В итоге занял в марафонском беге 27 место, показав результат 2:17:49.
После барселонской Олимпиады продолжил выступать на крупнейших международных соревнованиях. Так, в 1994 году выиграл Дублинский марафон, победил на полумарафоне озера Вирнви и побывал на чемпионате Европы в Хельсинки, где занял среди марафонцев 52 место.
В 1996 году прибежал вторым на Хьюстонском марафоне, установив свой личный рекорд в этой дисциплине 2:10:35. Находясь в числе лидеров национальной сборной Великобритании, благополучно прошёл квалификацию на Олимпийские игры в Атланте — на сей раз пришёл к финишу лишь шестидесятым.
Помимо марафонского бега также в разное время становился чемпионом Уэльса в беге на 5000 и 10 000 метров.
Завершив спортивную карьеру, работал директором по развитию в Федерации лёгкой атлетики Уэльса.

## Соревнования в беге по шоссе
| Год  | Соревнование             | Город       | Место | Вид                                 | Время 0(ч:м.с) |
| ---- | ------------------------ | ----------- | ----- | ----------------------------------- | -------------- |
| 1987 | Честерский полумарафон   | Честер      | 1     | Полумарафон                         | 1:05:04        |
| 1988 | 20 км Брюсселя           | Брюссель    | 1     | 20 км                               | 59:17          |
| 1989 | Парижский марафон        | Париж       | 1     | Марафон                             | 2:13:03        |
| 1989 | Бристольский полумарафон | Бристоль    | 1     | Полумарафон                         | 1:08:36        |
| 1990 | Редингский полумарафон   | Рединг      | 1     | Полумарафон                         | 1:03:32        |
| 1990 | Парижский марафон        | Париж       | 1     | Марафон                             | 2:13:10        |
| 1991 | Редингский полумарафон   | Рединг      | 1     | Полумарафон                         | 1:04:28        |
| 1991 | Берлинский марафон       | Берлин      | 1     | Марафон                             | 2:10:57        |
| 1992 | Редингский полумарафон   | Рединг      | 1     | Полумарафон (укороченная дистанция) | 1:02:20        |
| 1994 | Полумарафон озера Вирнви | Лейк-Вирнви | 1     | Полумарафон                         | 1:05.39        |